# Deseatînî, Korosten
Deseatînî (în ucraineană Десятини) este un sat în comuna Șerșni din raionul Korosten, regiunea Jîtomîr, Ucraina.

## Demografie
Componența lingvistică a localității Deseatînî
     Ucraineană (97,6%)
     Rusă (1,6%)
Conform recensământului din 2001, majoritatea populației localității Deseatînî era vorbitoare de ucraineană (97,6%), existând în minoritate și vorbitori de rusă (1,6%).